# 니시즈촌
니시즈촌(西津村)은 후쿠이현 오뉴군에 있던 촌이다.

## 역사
- 1889년 4월 1일 - 정촌제 시행에 의해 오노군 니시즈촌이 성립하였다.
- 1935년 4월 1일 - 오바마정에 편입되었다.

## 참고문헌
- 大日本篤農家名鑑編纂所編『大日本篤農家名鑑』大日本篤農家名鑑編纂所、1910年。
- 『衆議院要覽 昭和3年 乙』衆議院事務局、1928年。
- 『가도카와 일본 지명 대사전 18 福井県』。